# Louella Tomlinson
Louella Brooke Tomlinson (Melbourne, 8 aprile 1988) è un'ex cestista australiana con cittadinanza britannica.
È la figlia di Ray e Sandra Tomlinson.

## Carriera
Con l'Australia ha disputato due edizioni delle Universiadi (Belgrado 2009, Shenzhen 2011).